# Tubutama
Tubutama är en ort i Mexiko.   Den ligger i kommunen Tubutama och delstaten Sonora, i den nordvästra delen av landet, 1 800 km nordväst om huvudstaden Mexico City. Tubutama ligger 650 meter över havet och antalet invånare är 348.
Terrängen runt Tubutama är varierad.  Trakten runt Tubutama är nära nog obefolkad, med mindre än två invånare per kvadratkilometer. Närmaste större samhälle är Atil, 12,2 km väster om Tubutama. Omgivningarna runt Tubutama är i huvudsak ett öppet busklandskap.